# Johan Gadolin
Pour les articles homonymes, voir Gadolin.
Johan Gadolin (né le 5 juin 1760 à Turku; mort le 15 août 1852 à Mynämäki) était un chimiste finlandais.

## Biographie
Gadolin a découvert en 1794 le premier élément chimique du groupe des terres rares, l'Yttrium dans le minerai ytterbite, roche noire découverte par Carl Axel Arrhenius.
Il fut l'un des premiers défenseurs de la théorie de la combustion de Antoine de Lavoisier en Scandinavie. Et il introduisit dans son pays, la Finlande, une formation de chimie de niveau européen.
Le minéral gadolinite, qu'il a découvert en 1794, porte son nom, tout comme l'élément chimique gadolinium.

## Sources
- (de) Cet article est partiellement ou en totalité issu de l’article de Wikipédia en allemand intitulé « Johan Gadolin » (voir la liste des auteurs).
- Notices d'autorité :   - VIAF
  - ISNI
  - IdRef
  - LCCN
  - GND
  - Pays-Bas
  - Israël
  - Suède
  - Lettonie
  - WorldCat